# Hōshin Engi
Hōshin Engi (封神演義?) es un manga escrito e ilustrado por Ryū Fujisaki, basado en la novela china Fengshen Yanyi. El manga fue publicado en la revista Shōnen Jump entre los años 1996 y 2000, y fue compilado en 23 tankōbon.
Fue adaptado por Studio DEEN a una serie de anime de 26 episodios llamada Senkaiden Hōshin Engi (仙界伝 封神演義?), conocida en occidente como Soul Hunter. El anime fue licenciado y transmitido por Locomotion para su señal de Latinoamérica e Iberia. Posterior al cierre de Locomotion, Animax la siguió transmitiendo en América Latina pero sin completar todos los episodios.

En las ediciones 36.ª y 37.ª de la revista Young Jump se anunció una nueva adaptación del manga a anime. Esta nueva adaptación fue realizada por el estudio C-Station y cuenta con un nuevo reparto de voces. La serie se estrenó bajo el nombre Hakyū Hōshin Engi (覇穹 封神演義?).

## Argumento
La serie se encuentra ligeramente basada en la historia china Fengshen Yanyi, al igual que ésta cuenta la caída de la Dinastía Yin, pero da mayor énfasis a la cacería de los seres sobrenaturales.
Dakki, una sen'yo, ha encantado al emperador Chūō y utiliza su poder para su propio beneficio mientras el pueblo sufre de altos impuestos. Taikōbō, el discípulo del jefe de la montaña Kongrong, es enviado con la lista de los Hōshin a sellar a todos los demonios que acechan la tierra. En el transcurso del viaje, Taikōbō logra conseguir compañeros poderosos y se embarca en su aventura de sellar a los demonios, lo cual lo llevará eventualmente a enfrentarse con Dakki.

## Personajes principales
- Taikōbō (太公望?): Es el protagonista de la serie. Es el mejor discípulo de Genshitenson en la montaña Kongrong, recibe de su parte la lista de los Hōshin y se convierte en el estratega que ayuda a los Dinastía Zhou al poder. Utiliza el intelecto y la astucia para vencer a sus enemigos. A pesar de su apariencia juvenil, su gusto por los melocotones y caramelos, y su odio hacia las medicinas e inyecciones, Taikōbō tiene 72 años de edad, lo cual demuestra su modo de hablar y manerismos.
- Sibuxiang (四不象 Sūpūshan?): Es el Reijū que acompaña a Taikōbō, parece un hipopótamo blanco con un poco de cabello gris y siempre tiene una esfera azul en sus manos.
- So Dakki (蘇妲己?): Es una Sen'yo que poseyó a una mujer y con ayuda de su Paopei controla a los hombres para que le den lo que desee, de este modo llegó hasta el emperador Chūō y controla todo el reino. Disfruta del sufrimiento de la gente por lo que crea distintas nuevas formas de tortura.

## Media

### Manga
El manga fue escrito y dibujado por Ryū Fujisaki para la revista semanal Shōnen Jump, y fue publicado desde la edición #28 de 1996 hasta la edición #47 del 2000, con un total de 204 capítulos que luego fueron compilados en 23 volúmenes, entre el 2005 y el 2006 se publicó en 18 Kanzenban.

### Anime
El anime fue producido por Studio DEEN y se presentó en TV Tokyo desde el 3 de julio de 1999 hasta el 25 de diciembre del mismo año, fueron producidos 26 episodios para la televisión. La serie fue trasmitida por Locomotion en América Latina, luego retransmitida por Animax de forma incompleta. El anime a partir de cierto punto comienza a adaptar la historia del manga de manera diferente.
En 2018 se estrenó un nuevo anime en base al manga, bajo el nombre Hakyū Hōshin Engi (覇穹 封神演義?), fue emitida por TV Tokyo del 12 de enero de 2018 hasta el 29 de junio del mismo año, constando de 24 capítulos más 1 especial de recapitulación entre los episodios 14 y 15.

#### Banda sonora
La música de fondo fue compuesta por Ryō Sakai.
Opening:
- Will por Chihiro Yonekura.

Ending:
- Friends por Chihiro Yonekura.

Basada en esta música se compilaron dos CD, además se lanzaron otros dos CD con Image Songs y cuatro CD dramas.

### Hakyū Hōshin Engi
Una nueva adaptación de la historia, realizada por el estudio C-Station fue estrenada el 12 de enero de 2018. La misma cuenta con un nuevo elenco, la dirección de Masahiro Aizawa, guion de Yoshiki Ookusa y Rintarou Ikeda, diseño de personajes por Yoshimitsu Yamashita, y música por Maiko Iuchi.

### Videojuegos
Se crearon 5 videojuegos basados en la serie, dos de WonderSwan, uno de Game Boy Color y dos de PlayStation. Además de los videojuegos basados en la serie, varios personajes fueron incluidos en el juego Jump Ultimate Stars, Taikōbō incluso es personaje controlable, también aparecen Dakki como personaje de soporte y Sibuxiang y Ōtenkun como ayudantes.
- Senkaiden ~TV Animation Hōshin Engi yori~ (仙界伝～TVアニメーション仙界伝封神演義より～ Senkaiden ~TV Animēshon Senkaiden Hōshin Engi yori~?) es el primer videojuego para Wonderswan, fue lanzado el 24 de febrero de 2000, exclusivamente en Japón. Es un RPG desarrollado por Bandai.[13]
- Senkai Taisen ~TV Animation Hōshin Engi yori~ (仙界大戦～TVアニメーション仙界伝封神演義より～ Senkai Taisen ~TV Animēshon Senkaiden Hōshin Engi yori~?) es el primer videojuego para Playstation, fue lanzado el 29 de julio de 2000, exclusivamente en Japón. Es un RPG aventura desarrollado por Bandai[14]
- Senkai Ibunroku Juntei Taisen ~TV Animation Hōshin Engi yori~ (仙界異聞録 準提大戦～TVアニメーション仙界伝封神演義より～ Senkai Ibunroku Juntei Taisen ~TV Animēshon Senkaiden Hōshin Engi yori~?) es el único videojuego para Gameboy Color, fue lanzado el 24 de noviembre de 2000, exclusivamente en Japón. Es un RPG Estratégico desarrollado por Banpresto.[15]
- Sekaiden Ni ~TV Animation Hōshin Engi yori~ (仙界伝弍～TVアニメーション仙界伝封神演義より～ Sekaiden Ni ~TV Animēshon Senkaiden Hōshin Engi yori~?) es el segundo videojuego para Wonderswan, fue lanzado el 21 de diciembre de 2000, exclusivamente en Japón. Es un RPG desarrollado por Bandai.[16]
- Senkai Tsūroku Seishin ~TV Animation Hōshin Engi yori~ (仙界通録正史～TVアニメーション仙界伝封神演義より～ Senkai Tsūroku Seishin ~TV Animēshon Senkaiden Hōshin Engi yori~?) es el segundo videojuego para Playstation, fue lanzado el 29 de marzo de 2001, exclusivamente en Japón.[17]

## Terminología
- Islas Kingō (金鰲列島 Kingō Rettō?): Una de las grandes construcciones flotantes que conforman el mundo Sen'nin, de aquí es donde proviene la gran mayoría de yōkai Sen'nin.
- Montañas Kongrong (崑崙山脈 Konron Sanmyaku?): Una de las grandes construcciones flotantes que conforman el mundo Sen'nin. Basada en las montañas Kunlun.
- Paopei (宝貝?): Son armas de ataque utilizadas por los Sen'nin que funcionan a base del poder de los mismos.
- Reijū (霊獣?): Son bestia mágicas que acompañan y sirven de transporte a los Sen'nin.
- Sen'nin (仙人?): Se llama así a los que poseen Sen'nin Kotsu y han concluido su entrenamiento como Dōshi y objetos que han vivido por más de cien años y pueden tomar forma humana.

- Sen'yo (仙女?): La manera de designar una Sen'nin femenina.
- Yōsei (妖精?): Son animales u objetos que han pasado más de mil años bajo la luz del sol y la luna sin descanso con el fin de convertirse en Sen'nin de las islas Kingō.
- Dōshi (道人?): Se llama así a los que están en proceso de entrenamiento para convertirse en Sen'nin.
- Ten'nen Dōshi|天然道人}}: Son humanos nacidos con Sen'nin Kotsu que por razón u otra no fueron llamados para convertirse en Dōshi, pero debido a tener Sen'nin Kotsu, son poseedores de una gran fuerza y habilidad.
- Sen'nin Kotsu (仙人骨?): Es una clase de esqueleto, cráneo alargado, huesos fuertes, etc. Todo el que nazca con este esqueleto puede convertirse en Sen'nin, se dice que de cien millones de personas solo una nacerá con Sen'nin Kotsu.